# Uniwersytet Jana Evangelisty Purkiniego w Uściu nad Łabą
Uniwersytet Jana Evangelisty Purkiniego w Uściu nad Łabą (cz. Univerzita Jana Evangelisty Purkyně v Ústí nad Labem) – czeska uczelnia publiczna w Uściu nad Łabą. Została założona w 1991 roku.
W 2015 roku funkcję rektora objął Martin Balej.